# Deania
Deania là một chi cá nháp góc.

## Loài
- Deania calcea (R. T. Lowe, 1839) (Birdbeak dogfish)
- Deania hystricosa (Garman, 1906) (Rough longnose dogfish)
- Deania profundorum (H. M. Smith & Radcliffe, 1912) (Arrowhead dogfish)
- Deania quadrispinosum (McCulloch, 1915) (Longsnout dogfish)

## Hình ảnh

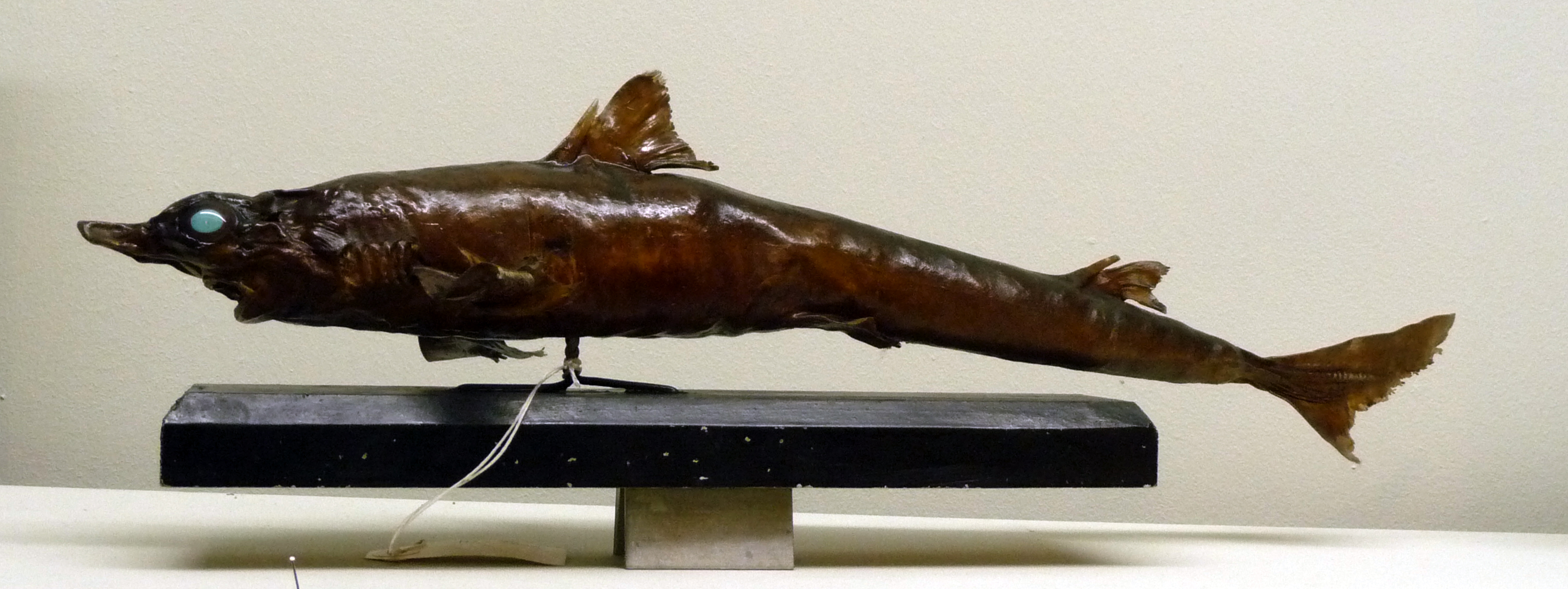